# جيرارد كيلر
جيرارد كيلر (بالهولندية: Gerard Keller)‏ (و. 1829 – 1899 م) هو مترجم، وصحفي، وكاتب هولندي، ولد في خاودا، توفي في آرنم، عن عمر يناهز 70 عاماً.